# Jules Moch

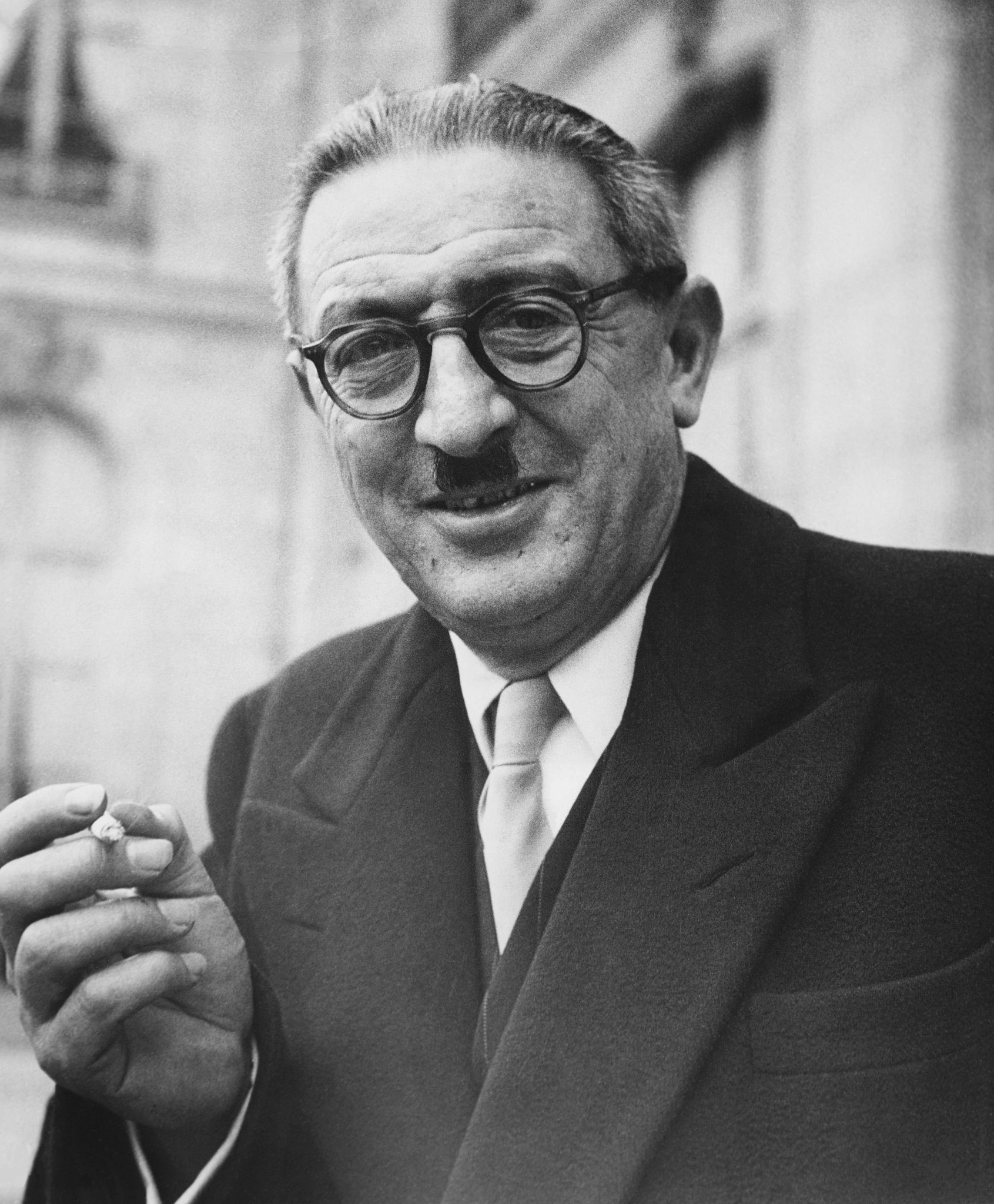
Jules Moch (1950)

Jules Salvador Moch (* 15. März 1893 in Paris; † 31. Juli 1985 in Cabris, Département Alpes-Maritimes) war ein französischer Politiker der SFIO (Section française de l’Internationale ouvrière). Zwischen 1928 und 1936 und erneut von 1937 bis 1941 war er Mitglied der Abgeordnetenkammer sowie zwischen 1945 und 1958 und erneut von 1962 bis 1967 Mitglied der Nationalversammlung. Er hatte verschiedene Ministerämter inne und fungierte in der Vierten Französischen Republik zwischen 1947 und 1950 sowie erneut 1958 als Innenminister, von 1949 bis 1950 als stellvertretender Premierminister sowie zwischen 1950 und 1951 als Verteidigungsminister. Seine Opposition gegen den Vertrag zur Europäischen Verteidigungsgemeinschaft (EVG) führte zu Konflikten innerhalb seiner eigenen Partei, woraufhin er sich dem Studium von Abrüstungsfragen widmete. Er war von 1953 bis 1960 Mitglied der United Nations Disarmament Commission, der Abrüstungskommission der Vereinten Nationen und beteilige sich 1957 aktiv an der Gründung der Pugwash Conferences on Science and World Affairs, der internationalen Bewegung für den Weltfrieden. Seine Feindseligkeit gegenüber dem Kommunismus führte schließlich dazu, dass er 1974 aus der PS (Parti socialiste) austrat, aus Protest gegen deren Bündnis mit der PCF (Parti communiste français) – der „Union der Linken“, die der PS-Vorsitzende François Mitterrand 1972 eingegangen war.

## Leben

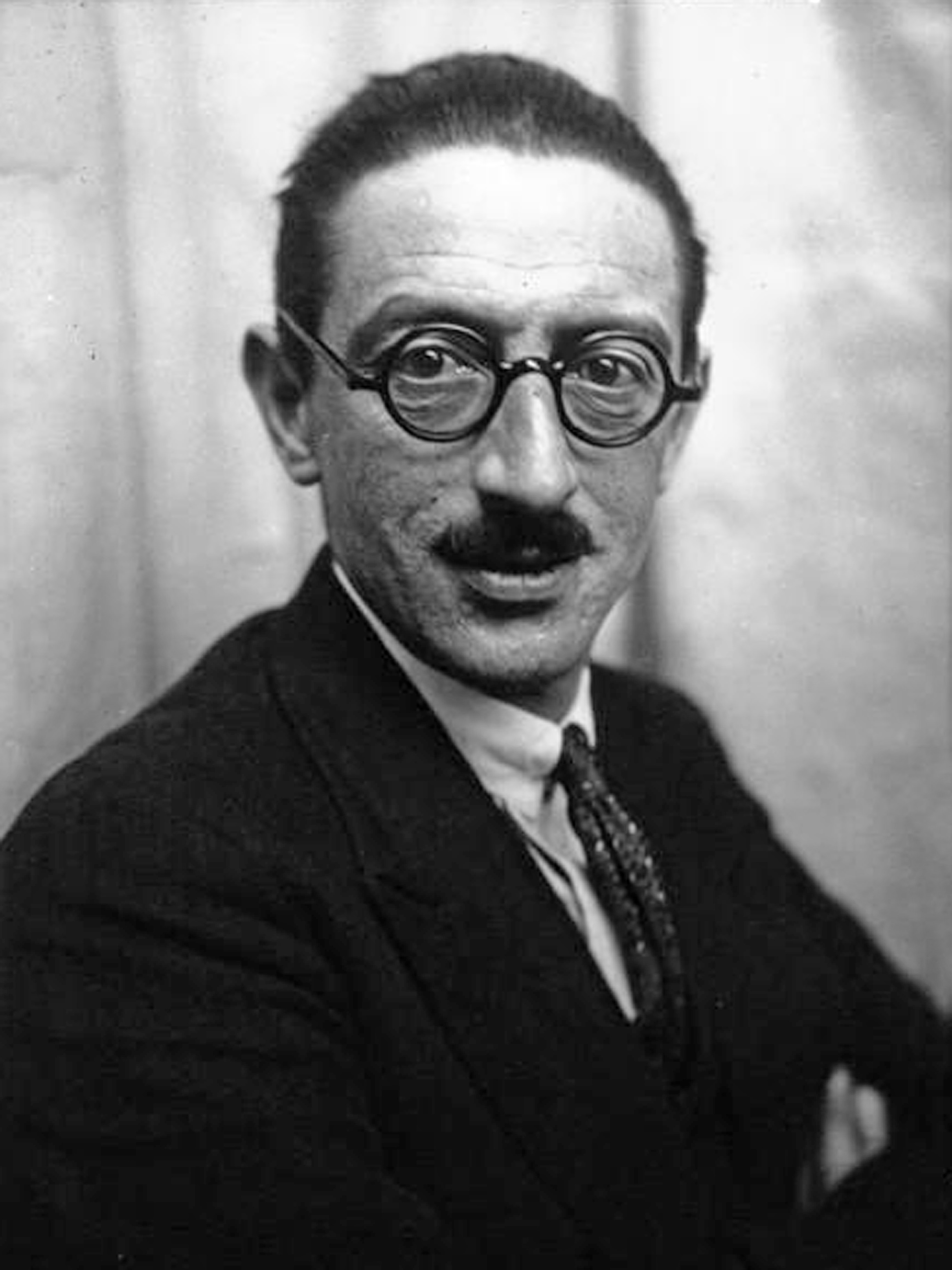
Jules Moch (1932)

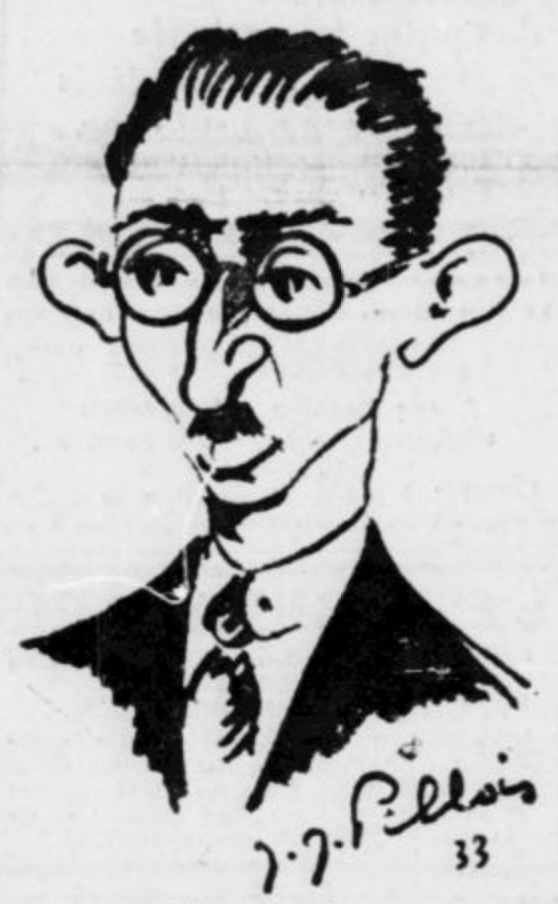
Karikatur von Jules Moch in La Liberté (8. Februar 1935)

Jules Salvador Moch, Sohn des Pazifisten und Förderers der Esperantobewegung Gaston Moch (1859–1935), absolvierte ein Studium an der École polytechnique und wurde nach deren Abschluss 1912 als Ingenieuroffizier in den Ingenieurdienst der Marine Nationale aufgenommen. Für seine Verdienste im Ersten Weltkrieg (1914 bis 1918) wurde er mit dem Kriegskreuz 1914–1918 ausgezeichnet. 1924 wurde er Mitglied der Französischen Sektion der Arbeiter-Internationale SFIO (Section française de l’Internationale ouvrière), wurde für diese am 28. April 1928 zum Mitglied der Abgeordnetenkammer (Chambre des députés) gewählt, am 8. Mai 1932 wiedergewählt und vertrat darin bis zum 8. Mai 1936 das Département Drôme. Bei der Wahl am 3. Mai 1936 wurde er im Département Hérault als Ersatzvertreter von Lucien Salette gewählt und rückte nach dessen Tode am 9. März 1937 als Mitglied in die Abgeordnetenkammer nach, der er nunmehr vom 2. Mai 1937 bis zum 19. November 1941 angehörte. Während dieser Zeit war er im Kabinett Blum I zwischen dem 26. Mai 1937 und dem 21. Juni 1937 als Unterstaatssekretär im Präsidium des Ministerrates (Sous-secrétaire d’État à la présidence du Conseil) ein enger Mitarbeiter von Premierminister Léon Blum.
Im Kabinett Blum II, einer Volksfront-Regierung (Front populaire), der neben der SFIO Mitglieder weiterer linker Parteien wie Parti républicain, radical et radical-socialiste (PRRRS), Union socialiste républicaine (USR) und Ligue de la jeune République (LR) angehörten, übernahm Moch am 13. März 1938 sein erstes Ministeramt und fungierte bis zum 10. April 1938 für 28 Tage als Minister für öffentliche Arbeiten (Ministre des Travaux publics). Er gehörte zu den 80 Abgeordneten, die gegen das Verfassungsgesetz vom 10. Juli 1940 stimmten, welches der Regierung von Philippe Pétain die volle Autorität und alle Befugnisse, eine neue Verfassung der französischen Republik zu erlassen und zu verkünden, übertrug. Dieser Akt gilt als das Ende der Dritten Französischen Republik. Er wurde in ein Internierungslager verbracht und engagierte sich nach seiner Freilassung während der deutschen Besetzung Frankreichs im Zweiten Weltkrieg in der Widerstandsbewegung Résistance und schloss sich später in England den Freien Französischen Streitkräften FFL (Forces françaises libres) von General Charles de Gaulle an.

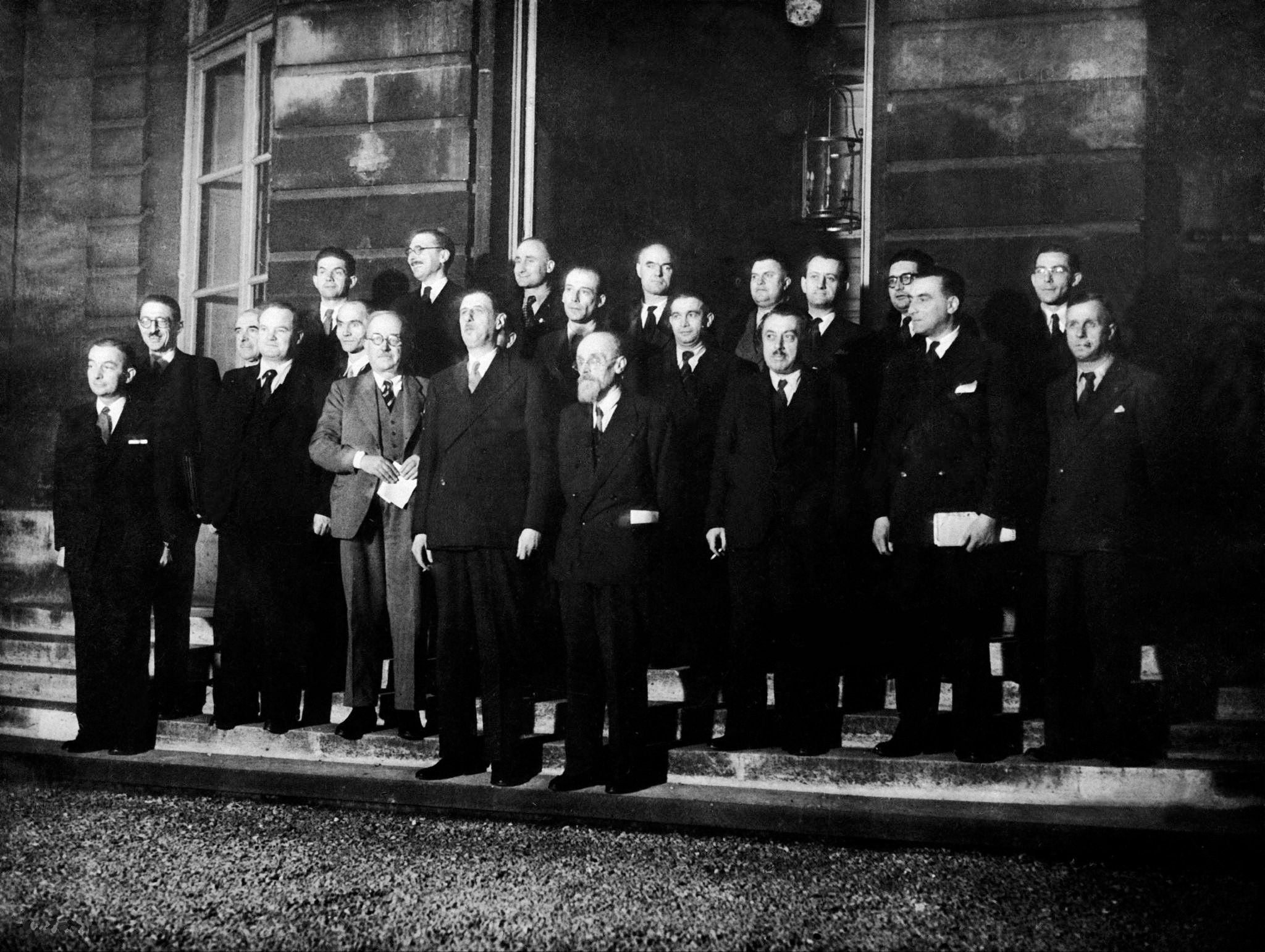
Das Kabinett de Gaulle II (1945)

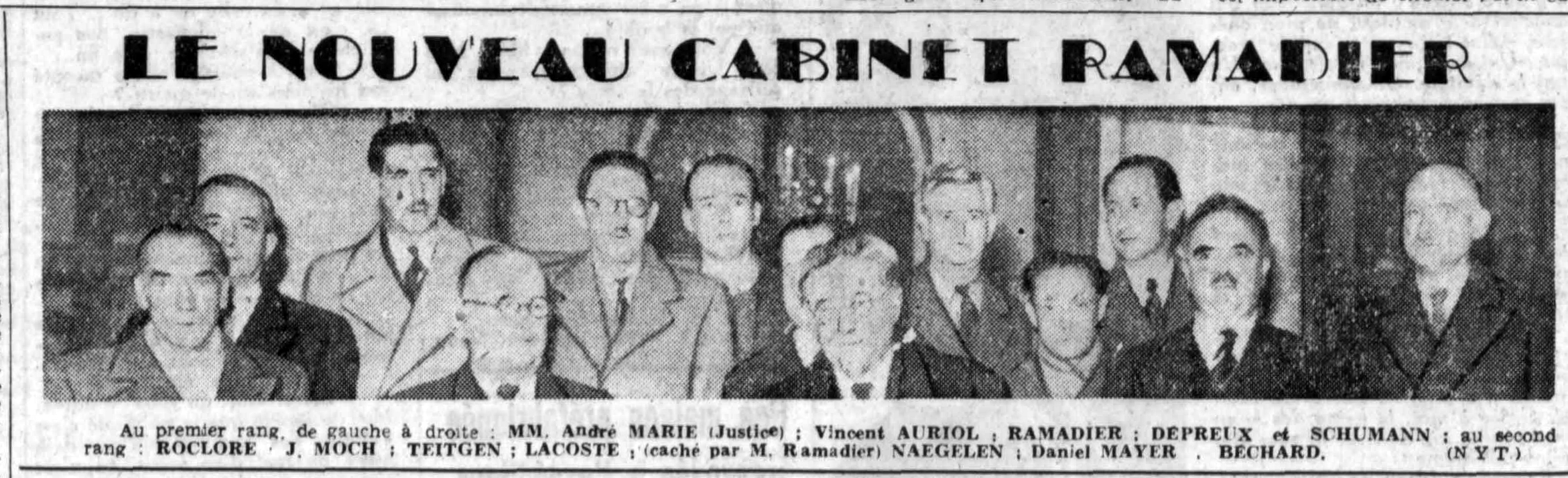
Das Kabinett Ramadier II (L’Est Républicain vom 22. Oktober 1947)

Nach der Befreiung Frankreichs wurde Jules Moch bei der Wahl am 21. Oktober 1945 für die SFIO im Département Hérault zum Mitglied der Verfassunggebenden Nationalversammlung (Assemblée nationale constituante) gewählt und gehörte dieser nach der Wahl am 2. Juni 1946 beziehungsweise nach der Wahl am 10. November 1946 und seinen Wiederwahlen am 17. Juni 1951 und 2. Januar 1956 der Nationalversammlung (Assemblée nationale) bis zum 5. Dezember 1958 an, nachdem er bei der Parlamentswahl am 23. und 30. November 1958 nicht wieder gewählt wurde. Während der Provisorischen Regierung der Französischen Republik wurde er am 21. November 1945 als Minister für öffentliche Arbeiten, Verkehr und Wiederaufbau (Ministre des Travaux publics, des Transports et de la Reconstruction) in das Kabinett de Gaulle II berufen und bekleidete diese Ämter auch in den Kabinetten Gouin (26. Januar bis 24. Juni 1946), Bidault I (24. Juni bis 16. Dezember 1946), Blum III (16. Dezember 1946 bis 22. Januar 1947), Ramadier I (22. Januar bis 22. Oktober 1947) und im Kabinett Ramadier II (22. Oktober 1947 bis 24. November 1947). Im dritten Kabinett Blum (16. Dezember 1946 bis 22. Januar 1947 sowie 4. bis 9. Mai 1947) sowie im zweiten Kabinett Ramadier (22. Oktober 1947 bis 24. November 1947) war er außerdem Minister für Wohnungsbau (Ministre de l’Urbanisme). Im zweiten Kabinett Ramadier fungierte er ferner zwischen dem 22. Oktober und dem 24. November 1947 sowohl als Planungsminister (Président du conseil du Plan) als auch als Minister für wirtschaftliche Angelegenheiten (Ministre des Affaires économiques). Am 24. November 1947 übernahm er im Kabinett Schuman I den Posten als Innenminister (Ministre de l’Intérieur) und behielt dieses Ministeramt auch in den nachfolgenden Kabinetten Marie (26. Juli bis 5. September 1948), Schuman II (5. September bis 11. September 1948), Queuille I (11. September 1948	bis 28. Oktober 1949) und Bidault II (28. Oktober 1949 bis 7. Februar 1950). Als Innenminister half er bei der Neuorganisation der Compagnies Républicaines de Sécurité (CRS), einer Spezialeinheit der Polizei zur Bekämpfung ziviler Unruhen.

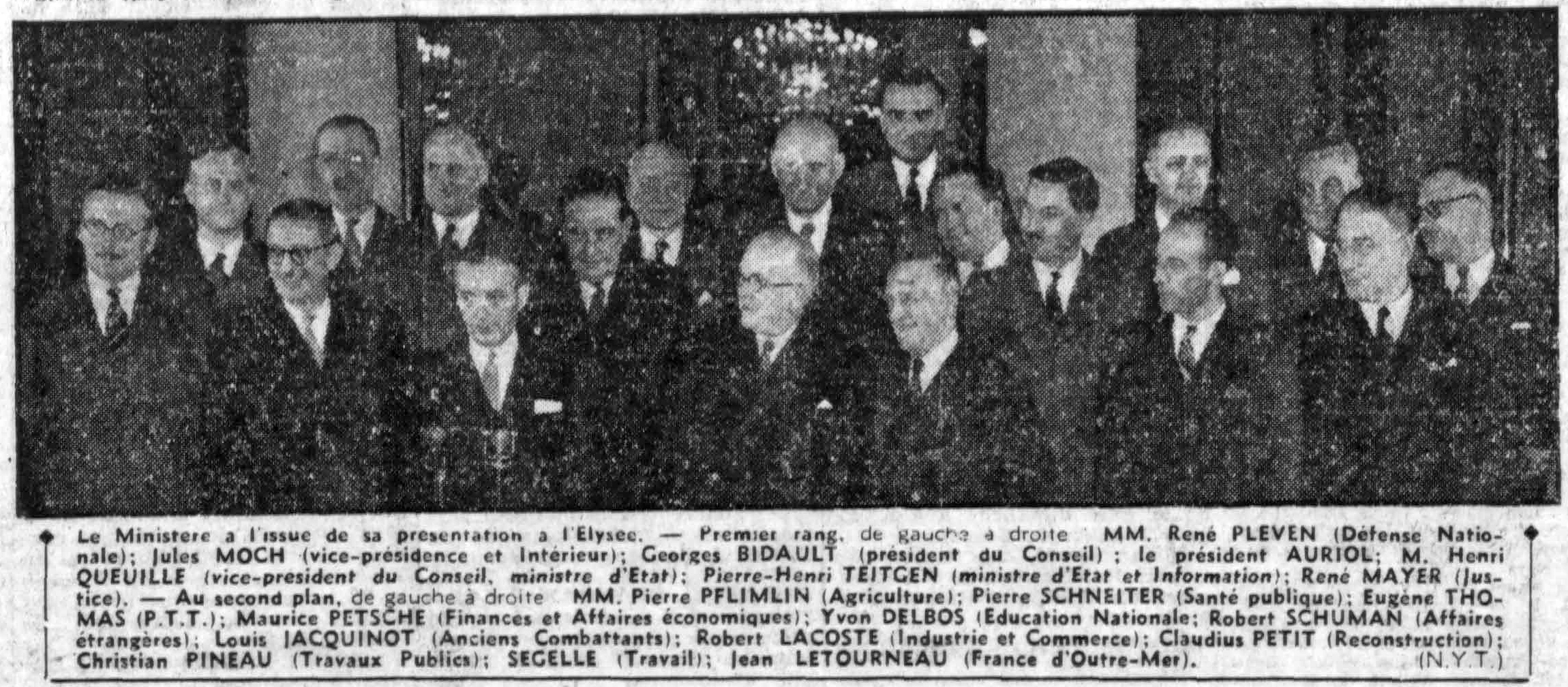
Das Kabinett Bidault II (The New York Times vom 28. Oktober 1949)

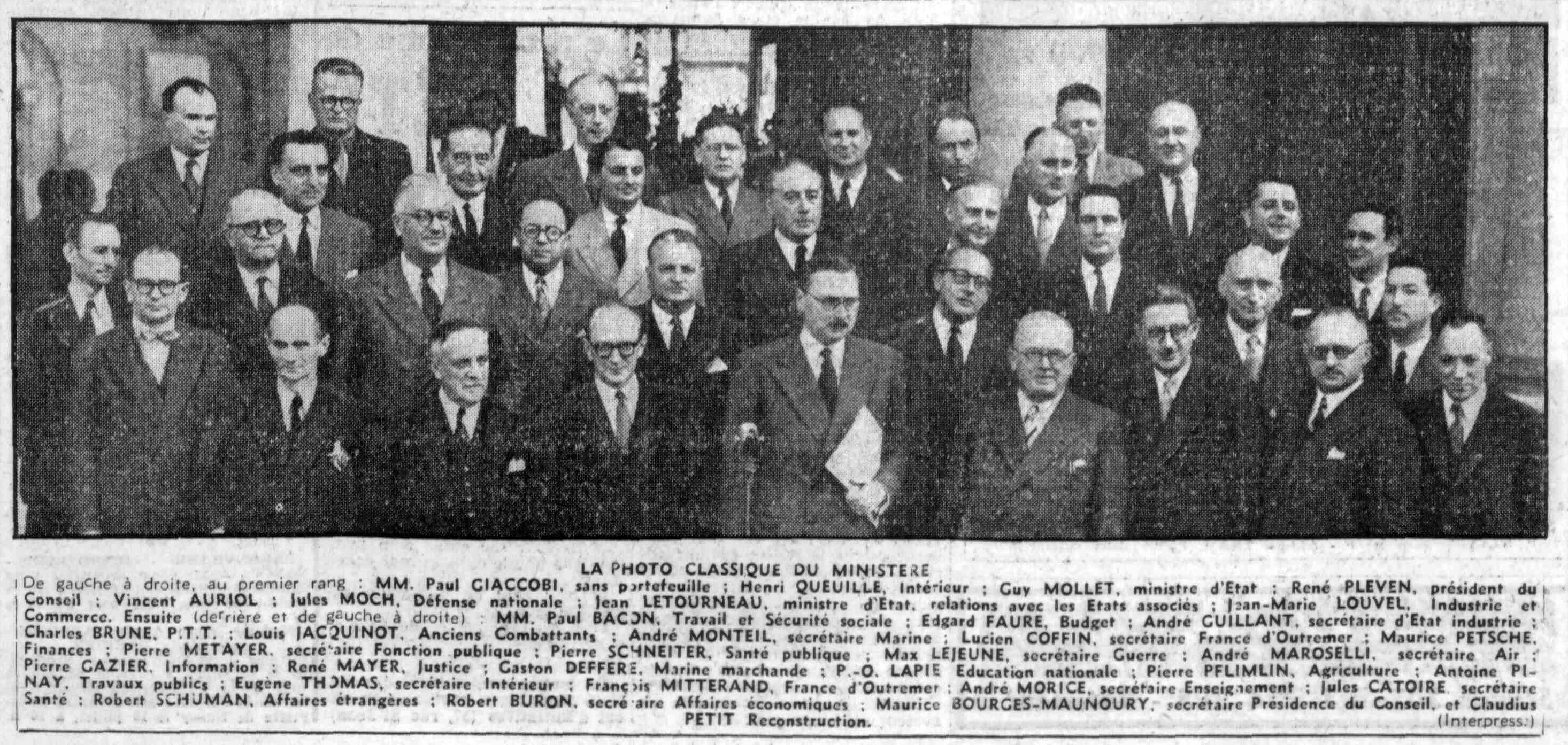
Das Kabinett Pleven I (Interpress, 1950)

Im Kabinett Bidault II fungierte er zudem zwischen dem 28. Oktober 1949 und dem 7. Februar 1950 als Vize-Premierminister (Vice-président du Conseil des ministres) und war gemeinsam mit Henri Queuille Stellvertreter von Premierminister Georges Bidault. Am 12. Juli 1950 übernahm Jules Moch im Kabinett Pleven I das Amt als Minister für nationale Verteidigung (Ministre de la Défense nationale) und bekleidete diese Position zwischen dem 10. März 1951 und dem 11. August 1951 auch im Kabinett Queuille III. Seine Opposition gegen den Vertrag zur Europäischen Verteidigungsgemeinschaft (EVG) führte zu Konflikten innerhalb seiner eigenen Partei. Das Projekt scheiterte 1954, als es in der Nationalversammlung doch keine Mehrheit erhielt. 1955 wurde die westdeutsche Wiederbewaffnung stattdessen durch den NATO-Beitritt der Bundesrepublik ermöglicht und anstelle der EVG wurde die Westeuropäische Union gegründet. Daraufhin engagierte er sich für Abrüstungspolitik und gehörte von 1953 bis 1960 als Mitglied der United Nations Disarmament Commission an, der Abrüstungskommission der Vereinten Nationen. Des Weiteren beteilige er sich 1957 aktiv an der Gründung der Pugwash Conferences on Science and World Affairs, der internationalen Bewegung für den Weltfrieden.
Als Befürworter einer Mitte-Links-Regierung übernahm Jules Moch vom 17. Mai bis zu seinem Rücktritt am 31. Mai 1958 für 14 Tage im Kabinett Pflimlin noch einmal das Amt des Innenministers, um einer erwarteten Invasion der unzufriedenen französischen Armeeeinheiten in Algerien durch Fallschirmspringer entgegenzutreten. Im Anschluss gehörte er zu den Abgeordneten der SFIO, deren Vorstandsbüro er als Mitglied angehörte, für die Rückkehr de Gaulles in das Amt des Premierministers am 1. Juni 1958. Während der Fünften Französischen Republik wurde er für die SFIO bei der Parlamentswahl am 25. November 1962 im dritten Wahlkreis des Département Hérault als Nachfolger von Cerf Lurie von der UNR (Union pour la Nouvelle République) noch einmal zum Mitglied der Nationalversammlung gewählt und gehörte dieser vom 6. Dezember 1962 bis zum 2. April 1967 an. Er verzichtete auf eine erneute Kandidatur bei der Parlamentswahl am 5. März 1967, woraufhin Pierre Arraut von der PCF (Parti communiste français) zum neuen Abgeordneten für den dritten Wahlkreis des Département Hérault gewählt wurde. Seine Feindseligkeit gegenüber dem Kommunismus führte schließlich dazu, dass er 1974 aus der PS (Parti socialiste) austrat, aus Protest gegen deren Bündnis mit der PCF – der „Union der Linken“ (Union de la gauche), die der PS-Vorsitzende François Mitterrand 1972 eingegangen war.

## Veröffentlichungen
- La Russie des Soviets, Édition le-de-France, Paris 1925
- Socialisme et rationalisation, L’Eglantine, Brüssel 1927
- Le Rail et la Nation, Librairie Valois, Paris 1931
- Capitalisme et Transports, Librairie Valois, Paris 1932
- L’Espagne républicaine. L’œuvre d'une révolution, Mitautorin Germaine Picard-Moch, Édition Rieder, Paris 1933
- Arguments socialistes, Édition de la Liberté, 1945
- Le Communisme et la France, Société parisienne d’imprimerie, 1948
- Confrontations (Doctrines – Déviations – Expériences – Espérances), Édition Gallimard, 1952
- Yougoslavie, terre d’expérience, Édition du Rocher, Monaco 1953
- Alerte, le problème crucial de la Communauté Européenne de défense, Édition Robert Laffont, 1954
- La Folie des hommes. Au sujet de la bombe atomique, Édition Robert Laffont, 1955
- URSS. Les yeux ouverts, Édition Robert Laffont, 1956
- Washington D. Smith, banquier de Wall Street, Édition Robert Laffont, 1957
- En retard d’une paix, Édition Robert Laffont, 1958
- Socialisme vivant. Dix lettres à un jeune, Édition Robert Laffont, 1960
- En 1961, paix en Algérie, Édition Robert Laffont, 1961
- Le Pont sur la Manche, Édition Robert Laffont, Paris 1962
- Non à la force de frappe, Édition Robert Laffont, 1963
- Histoire du réarmement allemand depuis 1950, Édition Robert Laffont, 1965
- Rencontres avec Darlan et Eisenhower, Édition Plon, 1968
- Destin de la paix, Le Mercure de France, 1969
- Rencontres avec Léon Blum, Édition Plon, 1970.
- Le Front populaire. Grande espérance, Édition Perrin, 1971
- Rencontres avec Charles de Gaulle, Édition Plon, 1971
- Socialisme à l’ère atomique. Nouvelles confrontations, Édition Plon, 1974
- Une si longue vie, Édition Robert Laffont, 1976
- Le Communisme, jamais!, Édition Plon, 1977

in deutscher Sprache
- Wir sind gewarnt (Original La Folie des hommes), Übersetzung Walter Theimer, Vorwort Albert Einstein, Europäische Verlagsanstalt 1955

## Hintergrundliteratur
- Fabienne Chabod: Jules Moch, un socialiste de gouvernement. 1945–1951, Université de Besançon, 1986
- Claude Bagheriche: Jules Moch et les communistes 1947–1948, Paris 1988
- Béatrice Grand: Jules Moch, un polytechnicien socialiste. 1893–1985, Paris 1992
- Pierre Miquel: Les quatre-vingts. éd.Fayard, 1995, ISBN 978-2-213-59416-3.
- Jean Odin: Les Quatre-vingts. FeniXX réédition numérique, 1996, ISBN 978-2-402-07154-3 (google.de).